# Чемпионат Европы по карате 2023
Чемпионат Европы по карате 2023 года — 58 чемпионат Европы по карате. Прошёл в Гвадалахаре (Испания) с 22 по 26 марта. В чемпионате приняли участие 535 спортсменов из 47 стран в 10 весовых категориях. Разыграны 16 комплектов наград (64 медали).

## Медальный зачёт
*   Принимающая страна (Испания)
| Место           | Страна          | Золото | Серебро | Бронза | Всего |
| --------------- | --------------- | ------ | ------- | ------ | ----- |
| 1               | Германия        | 4      | 0       | 2      | 6     |
| 2               | Италия          | 3      | 2       | 6      | 11    |
| 3               | Украина         | 3      | 1       | 0      | 4     |
| 4               | Испания         | 2      | 2       | 3      | 7     |
| 4               | Франция         | 2      | 2       | 3      | 7     |
| 6               | Турция          | 1      | 2       | 7      | 10    |
| 7               | Швейцария       | 1      | 0       | 1      | 2     |
| 8               | Греция          | 0      | 3       | 2      | 5     |
| 9               | Азербайджан     | 0      | 2       | 2      | 4     |
| 9               | Хорватия        | 0      | 2       | 2      | 4     |
| 11              | Бельгия         | 0      | 0       | 1      | 1     |
| 11              | Нидерланды      | 0      | 0       | 1      | 1     |
| 11              | Черногория      | 0      | 0       | 1      | 1     |
| 11              | Швеция          | 0      | 0       | 1      | 1     |
| Всего стран: 14 | Всего стран: 14 | 16     | 16      | 32     | 64    |

## Медалисты

### Мужчины
| Весовая категория | Золото                 | Серебро                       | Бронза                                    |
| ----------------- | ---------------------- | ----------------------------- | ----------------------------------------- |
| до 60 кг          | Анжело Крещенцо Италия | Кристос-Стефанос Зенос Греция | Эрай Самдан · ТурцияФлориан Хаас Германия |

| Место (до 60 кг) | Атлет                                         |
| ---------------- | --------------------------------------------- |
| 5                | Ронен Гехтбарг ИзраильЖоао Рибейро Португалия |
| 7                | Никита Филипов УкраинаШон Дэй Этан Англия     |
| 9                | Тодор Настев БолгарияДавид Ткебучава Грузия   |

| Весовая категория | Золото                  | Серебро                 | Бронза                                           |
| ----------------- | ----------------------- | ----------------------- | ------------------------------------------------ |
| до 67 кг          | Стивен да Коста Франция | Дионисиос Ксенос Греция | Бурак Уйгур · ТурцияТурал Агаларзаде Азербайджан |

| Место (до 67 кг) | Атлет                                                |
| ---------------- | ---------------------------------------------------- |
| 5                | Фернандо Химено Делесталь ИспанияЛука Мареска Италия |
| 7                | Джед Томпсон АнглияТони Ноа Писино Швейцария         |
| 9                | Насреддин Аджарай Бельгия                            |

| Весовая категория | Золото                   | Серебро               | Бронза                                            |
| ----------------- | ------------------------ | --------------------- | ------------------------------------------------- |
| до 75 кг          | Андрий Заплитный Украина | Эрман Эльтемур Турция | Фарид Агаев · АзербайджанКвентин Махауден Бельгия |

| Место (до 75 кг) | Атлет                                                         |
| ---------------- | ------------------------------------------------------------- |
| 5                | Родриго Саенц-Торре Ибаньез ИспанияНеманья Микулич Черногория |
| 7                | Рики Хааг ШвецияСтефан Покорны Австрия                        |
| 9                | Кирилл Майлэффер ШвейцарияГор Нерсисян Армения                |

| Весовая категория | Золото                | Серебро                 | Бронза                                                          |
| ----------------- | --------------------- | ----------------------- | --------------------------------------------------------------- |
| до 84 кг          | Микеле Мартина Италия | Энес Гарибович Хорватия | Константинос Мастрогианнис · ГрецияБрайан Тиммерманс Нидерланды |

| Место (до 84 кг) | Атлет                                               |
| ---------------- | --------------------------------------------------- |
| 5                | Ади Гьюрик СловакияЛука Васадзе Грузия              |
| 7                | Алвин Караги АлбанияЛука Реттенбахер Австрия        |
| 9                | Махир Дзухо Босния и ГерцеговинаДжо Келлавай Англия |

| Весовая категория | Золото               | Серебро               | Бронза                                            |
| ----------------- | -------------------- | --------------------- | ------------------------------------------------- |
| свыше 84 кг       | Мехди Филали Франция | Георгиос Цанос Греция | Бабакар Сек Сахо · ИспанияАнджело Квешич Хорватия |

| Место (свыше 84 кг) | Атлет                                                                   |
| ------------------- | ----------------------------------------------------------------------- |
| 5                   | Ризван Талыбов УкраинаФатих Сен Турция                                  |
| 7                   | Лука Коста БельгияКонстантин Будуи Киприан Румыния                      |
| 9                   | Стефан Стоянович Северная МакедонияАнес Бостанджич Босния и Герцеговина |

| Вид соревнований       | Золото | Серебро | Бронза            |
| ---------------------- | ------ | ------- | ----------------- |
| Мужское командное ката | Турция | Испания | Черногория Италия |

| Место (Мужское командное ката) | Страна                         |
| ------------------------------ | ------------------------------ |
| 5                              | Англия Франция                 |
| 7                              | Азербайджан Северная Македония |
| 9                              | Хорватия Венгрия               |
| 11                             | Украина                        |

| Вид соревнований         | Золото  | Серебро | Бронза          |
| ------------------------ | ------- | ------- | --------------- |
| Мужское командное кумите | Украина | Франция | Хорватия Турция |

| Место (Мужское командное кумите) | Страна            |
| -------------------------------- | ----------------- |
| 5                                | Черногория Италия |
| 7                                | Португалия Дания  |

| Вид соревнований | Золото                                  | Серебро              | Бронза                                         |
| ---------------- | --------------------------------------- | -------------------- | ---------------------------------------------- |
| Мужское ката     | Хьюго Дамиан Капдевилья Кинтеро Испания | Маттиа Бусато Италия | Кутлухан Дуран · ТурцияЙуки Уджихара Швейцария |

| Место (Мужское ката) | Страна                                            |
| -------------------- | ------------------------------------------------- |
| 5                    | Ботонд Наги ВенгрияАнтони Ву Швеция               |
| 7                    | Владимир Мийач ЧерногорияФранк Нгоан Черногория   |
| 9                    | Ярослав Фёдоров УкраинаРоман Гейдаров Азербайджан |

### Женщины
| Весовая категория | Золото               | Серебро                       | Бронза                                               |
| ----------------- | -------------------- | ----------------------------- | ---------------------------------------------------- |
| до 50 кг          | Шара Хубрих Германия | Серап Арапоглу Озчелик Турция | Эрминия Перфетто · ИталияНадиа Гомес Моралес Испания |

| Место (до 50 кг) | Атлет                                          |
| ---------------- | ---------------------------------------------- |
| 5                | Нисва Ахмед ФранцияФидан Теймурова Азербайджан |
| 7                | Тамара Грчич СербияАня Йович Черногория        |

| Весовая категория | Золото                   | Серебро                 | Бронза                                 |
| ----------------- | ------------------------ | ----------------------- | -------------------------------------- |
| до 55 кг          | Анжелика Терлюга Украина | Вероника Брунори Италия | Туба Якан · ТурцияГизем Бугур Германия |

| Место (до 55 кг) | Атлет                                                  |
| ---------------- | ------------------------------------------------------ |
| 5                | Нейра Сипович Босния и ГерцеговинаРобин Винсент Англия |
| 7                | Габриеле Маргозайте ЛатвияАми коннел Шотландия         |
| 9                | Мария Кернер Польша                                    |

| Весовая категория | Золото             | Серебро                | Бронза                                                    |
| ----------------- | ------------------ | ---------------------- | --------------------------------------------------------- |
| до 61 кг          | Рим Хамис Германия | Анита Серёгина Украина | Анна-Иоганна Нильсен · ШвецияКонстантина Крисопулу Греция |

| Место (до 61 кг) | Атлет                                           |
| ---------------- | ----------------------------------------------- |
| 5                | Гюльбахар Гезутек ТурцияЛаура Сиверт Франция    |
| 7                | Вероника Микульска ПольшаКарли МакНаб Шотландия |
| 9                | Люция Баттайа Хорватия                          |

| Весовая категория | Золото                  | Серебро                    | Бронза                                                      |
| ----------------- | ----------------------- | -------------------------- | ----------------------------------------------------------- |
| до 68 кг          | Елена Кириджи Швейцария | Ирина Зарецкая Азербайджан | Сильвия Семераро · ИталияМария Изабель Нието Мехиас Испания |

| Место (до 68 кг) | Атлет                                          |
| ---------------- | ---------------------------------------------- |
| 5                | Ализе Агиер ФранцияЭда Эльтемур Турция         |
| 7                | Лорен Салисбери АнглияВасилиса Буич Черногория |
| 9                | Ханна Девигили Австрия                         |

| Весовая категория | Золото                 | Серебро                   | Бронза                                       |
| ----------------- | ---------------------- | ------------------------- | -------------------------------------------- |
| свыше 68 кг       | Иоганна Книер Германия | Фарида Алиева Азербайджан | Нанси Гарсия · ФранцияКлио Ферраджути Италия |

| Место (свыше 68 кг) | Атлет                                               |
| ------------------- | --------------------------------------------------- |
| 5                   | Мелтем Акйол Ходжаоглу ТурцияНиам Юннер Шотландия   |
| 7                   | Ингрид Кримерс НидерландыЗала Мария Зибрет Словения |
| 9                   | Теодосия Гиамуки КипрЛюция Лесяк Хорватия           |

| Вид соревнований       | Золото | Серебро | Бронза         |
| ---------------------- | ------ | ------- | -------------- |
| Женское командное ката | Италия | Испания | Франция Турция |

| Место (Женское командное ката) | Страна             |
| ------------------------------ | ------------------ |
| 5                              | Австрия Португалия |
| 7                              | Черногория Венгрия |
| 9                              | Хорватия Финляндия |

| Вид соревнований         | Золото            | Серебро           | Бронза                        |
| ------------------------ | ----------------- | ----------------- | ----------------------------- |
| Женское командное кумите | Германия Германия | Хорватия Хорватия | Италия Италия Франция Франция |

| Место (Женское командное кумите) | Страна           |
| -------------------------------- | ---------------- |
| 5                                | Финляндия Сербия |
| 7                                | Испания Турция   |
| 9                                | Ирландия         |

| Вид соревнований | Золото                      | Серебро                 | Бронза                                      |
| ---------------- | --------------------------- | ----------------------- | ------------------------------------------- |
| Женское ката     | Паола Лозано Гарсиа Испания | Хельветиа Тайли Франция | Терьяна Д’Онофрио ИталияДилара Бозан Турция |

| Место (Женское ката) | Страна                                                 |
| -------------------- | ------------------------------------------------------ |
| 5                    | Мыскова Вероника ЧехияАнна Круз Португалия             |
| 7                    | Ясмин Хеттнер ГерманияДжорджа-Архонтиа Ксену Греция    |
| 9                    | Сорайя Вахджуди НидерландыБисерка Радулович Черногория |